# Джон Кок
Джон Кок (англ. John Cocke нар.30 травня 1925 — пом.16 липня 2002)  — американський науковець в галузі інформатики, відомий через створення архітектури процесорів зі скороченим набором команд RISC. Лауреат премії Тюрінга 1987 року.
Член Національної академії наук США (1993).